# Johannes C. Ehrenthal
Johannes C. Ehrenthal (geb. 1977 in Göttingen) ist ein deutscher Psychologe, Psychotherapieforscher, Psychologischer Psychotherapeut und Professor für Klinische Psychologie und empirisch-quantitative Tiefenpsychologie.

## Wirken
Seine Arbeitsschwerpunkte sind die Bindungsforschung in Klinischer Psychologie und Psychotherapie, Stressregulation und somatischer Medizin, die Diagnostik und Therapie struktureller Störungen der Persönlichkeit, Brüche in der therapeutischen Arbeitsbeziehung, Psychotraumatologie, Kompetenzentwicklung in psychotherapeutischen Berufen.
2022 wurde seine Forschung zum  OPD-Strukturfragebogen (OPD-SF) mit dem Heigl-Preis ausgezeichnet.
Nach Stationen an den Universitäten Göttingen, Heidelberg, Kassel, Klagenfurt und der Penn State University erhielt Johannes Ehrenthal einen Ruf an die Universität zu Köln und hat seitdem die  Professur für Klinische Psychologie und empirisch-quantitative Tiefenpsychologie (Tenure Track) inne. Damit gehört er zu den derzeit vier Professorinnen und Professoren mit einer psychodynamischen Fachkunde an einer staatlichen deutschen Universität.

## Publikationen (Auswahl)
- Dinger, U., Fuchs, M., Köhling, J., Schauenburg, H., & Ehrenthal, J. C. (2019). Change of Emotional Experience in Major Depression and Borderline Personality Disorder During Psychotherapy: Associations With Depression Severity and Personality Functioning. Journal of Personality Disorders, 1–20. https://doi.org/10.1521/pedi_2019_33_420
- Ehrenthal, J. C. (2019). Erfahrungsbasiertes Lernen psychodynamischer Interventionen. Forum der Psychoanalyse, 35(4), 413–428. https://doi.org/10.1007/s00451-019-00349-6
- Ehrenthal, J. C., Clauss, J., Tettenborn, A. V., & Reck, C. (2021). Experience-Based Competency Training in Child and Adolescent Psychotherapy: A Pilot Study With University Students. Zeitschrift für Klinische Psychologie und Psychotherapie, 50(3–4), 168–178. https://doi.org/10.1026/1616-3443/a000635
- Ehrenthal, J. C.*, Düx, A.*, Baie, L., & Burgmer, M. (2019). Levels of personality functioning and not depression predict decline of plasma glucose concentration in patients with type 2 diabetes mellitus. Diabetes Research and Clinical Practice, 151, 106–113 [*shared first authorship]. https://doi.org/10.1016/j.diabres.2019.04.011
- Ehrenthal, J. C., Levy, K. N., Scott, L. N., & Granger, D. A. (2018). Attachment-Related Regulatory Processes Moderate the Impact of Adverse Childhood Experiences on Stress Reaction in Borderline Personality Disorder. Journal of Personality Disorders, 32(Supplement), 93–114. https://doi.org/10.1521/pedi.2018.32.supp.93
- Ehrenthal, J. C., Nikendei, C., Huber, J., Schultz, J.-H., Friederich, H.-C., & Dinger, U. (2020). Prädiktoren des Lernerfolges eines erfahrungsbasierten Trainingsseminars zu psychodynamischen Interventionen. Verhaltenstherapie, 30(2), 128–136. https://doi.org/10.1159/000507741
- Ehrenthal, J., Dinger, U., Horsch, L., Komo-Lang, M., Klinkerfuß, M., Grande, T., & Schauenburg, H. (2012). Der OPD-Strukturfragebogen (OPD-SF): Erste Ergebnisse zu Reliabilität und Validität. PPmP - Psychotherapie · Psychosomatik · Medizinische Psychologie, 62(01), 25–32. https://doi.org/10.1055/s-0031-1295481
- Ehrenthal, J., Dinger, U., Lamla, A., Funken, B., & Schauenburg, H. (2009). Evaluation der deutschsprachigen Version des Bindungsfragebogens „Experiences in Close Relationships – Revised“ (ECR-RD). PPmP - Psychotherapie · Psychosomatik · Medizinische Psychologie, 59(06), 215–223. https://doi.org/10.1055/s-2008-1067425
- Jauk, E., & Ehrenthal, J. C. (2021). Self-Reported Levels of Personality Functioning from the Operationalized Psychodynamic Diagnosis (OPD) System and Emotional Intelligence Likely Assess the Same Latent Construct. Journal of Personality Assessment, 103(3), 365–379. https://doi.org/10.1080/00223891.2020.1775089